# Jove Irlanda

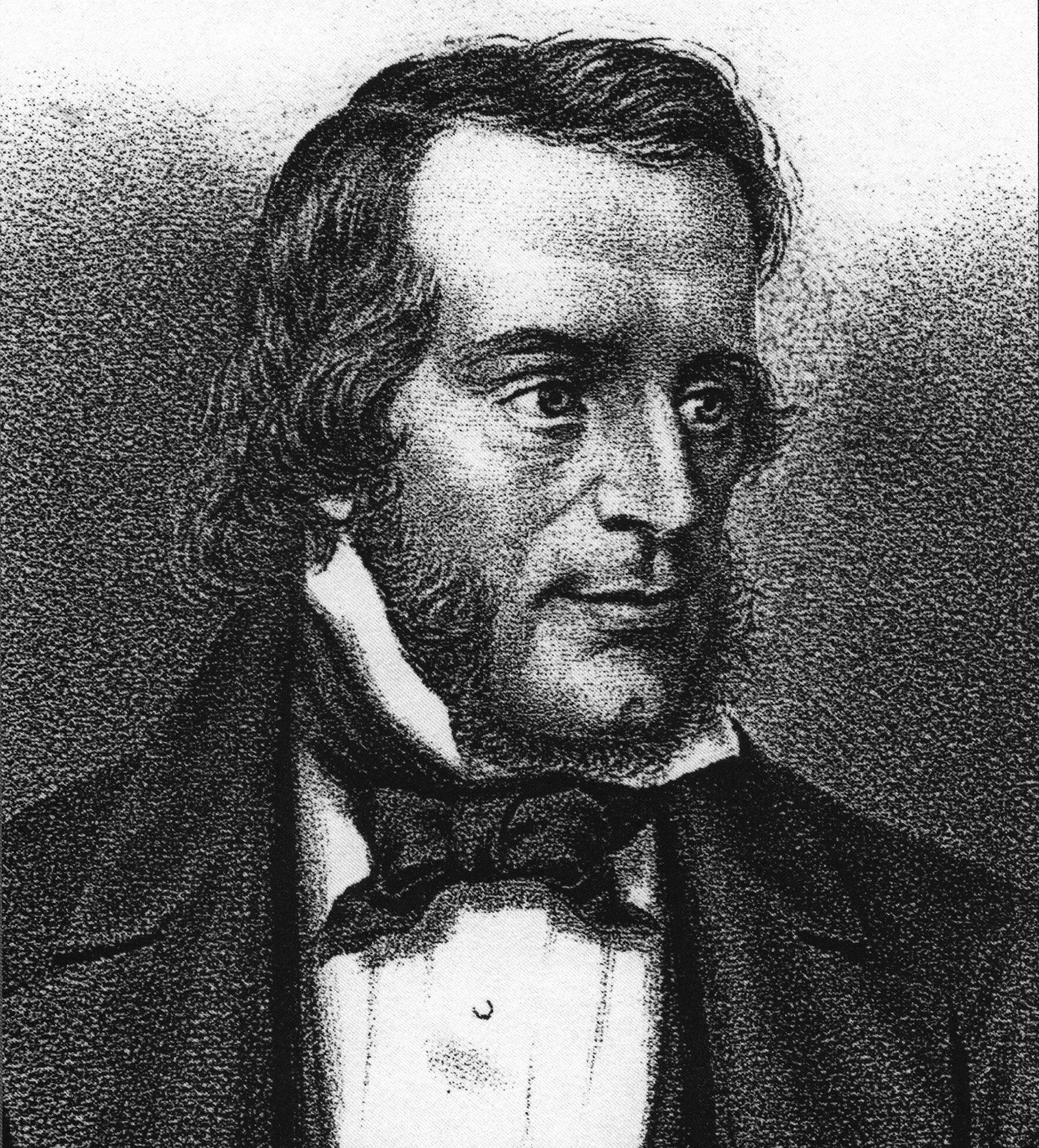
Thomas Davis

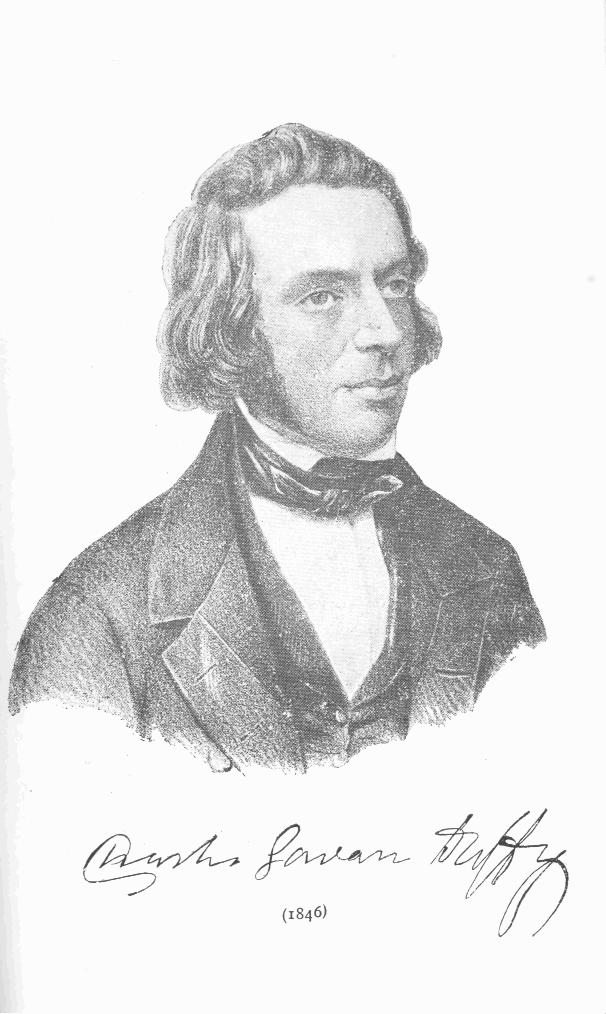
Charles Gavan Duffy

La Jove Irlanda (en anglès Young Ireland i en el gaèlic irlandès Éire Og) fou un moviment nacional irlandès de caràcter revolucionari que va operar a mitjans dels anys 40 del segle xix.
El moviment va néixer a l'entorn de la redacció del setmanari The Nation, fundada per promoure el retorn de l'autogovern irlandès i la derogació de l'Act of Union. El diari va ser fundat el 1842 per Charles Gavan Duffy un jove periodista catòlic i Thomas Davis, un estudiant protestant del Trinity College de Dublín. Eren seguidors de l'activista Daniel O'Connell i el seu moviment Repeal Association, però aviat es van allunyar d'ell enfront de la negativa de O'Connell a la lluita armada i a les seves esperances excessives en el paper que podia jugar l'Església Catòlica.
Quan O'Connell va decidir convocar una reunió de seguidors a Clontarf el govern britànic va prohibir la manifestació i O'Connell va optar per desconvocar-la abans que els fets degeneressin en confrontacions violentes. Aquesta decisió, el feu perdre la seva credibilitat davant els ulls dels independentistes irlandesos i van ser els membres de la nova organització, la Jove Irlanda, a encapçalar el moviment independentista, el qual utilitzarà en diferents moments el conflicte armat per portar endavant el seu projecte emancipador. El moviment per la independència i la revolta es va veure potenciats per la carestia i la fam, i dels diferents moviments nacionalistes revolucionaris que havien sacsejat tota l'Europa de l'època.